# Murder Ballads
Murder Ballads — девятый студийный альбом группы Nick Cave and the Bad Seeds, изданный в 1996 году. Состоит как из народных, так и из авторских «баллад об убийствах» — песен о преступлениях и убийствах, чаще всего на почве страсти. Наибольшую известность получила песня «Where the Wild Roses Grow» — дуэт Ника Кейва и Кайли Миноуг, получивший две премии ARIA Music Awards в 1996 году. Сам Ник был номинирован на премию MTV как лучший исполнитель года, но отказался от неё в открытом письме каналу. Он объяснил своё решение тем, что музыка Nick Cave and the Bad Seeds уникальна, следовательно ему априори не с кем конкурировать. Среди других известных музыкантов, участвовавших в записи альбома, друг Кейва Шейн Макгован и Пи Джей Харви, с которой у музыканта были непродолжительные романтические отношения. В общей сложности тексты песен Murder Ballads описывают смерти 65 человек.

## Об альбоме
Murder Ballads получил единодушную похвалу множества музыкальных изданий, среди которых Rolling Stone и Entertainment Weekly. New York Times сказал об альбоме: «Murder Ballads — это больше, чем истории. В каждой песне мистер Кейв тщательно создаёт жуткую фабулу и затем перегоняет её в единый образ смерти». Murder Ballads занял 16 место среди 50 лучших альбомов 1996 по версии Melody Maker и 7 место в аналогичном списке New Musical Express.

## Информация о песнях
- «Song of Joy» — история человека, который женился на женщине по имени Джой («Радость»). У них было три дочери — Хильда, Хэтти и Холли. И Джой, и дети были жестоко убиты, а их отец и муж стал бродягой и просит пустить его переночевать. Однако у слушателя возникает подозрение, что рассказчик и есть убийца: убийца оставил на стене надпись «Его красная правая рука» (англ. His red right hand)— цитата из «Потерянного рая» Мильтона, а в конце песни бродяга говорит: «Солнце для меня темно и молчаливо, как луна» (англ. The Sun to me is dark And silent as the Moon) — тоже цитата из Мильтона (поэма «Самсон-борец»). «Красной правой руке» посвящена другая песня Кейва — «Red Right Hand» с Let Love In.
- «Stagger Lee» — вариация на тему народной песни о реальном убийце — афроамериканце Шелтоне Ли по прозвищу «Стаггер» — своднике, убившем своего конкурента в 1895 году. Баллада о нём возникла ещё в 1920-х годах.
- «Henry Lee» — также вариация на тему нескольких народных баллад о женщине, которая убивает своего возлюбленного, поскольку он собирается бросить её или уехать. Песня записана дуэтом с Пи Джей Харви, на неё снят видеоклип.
- «Lovely Creature» рассказывает абстрактную историю поиска и потери любви. В ней герой встречает девушку «в зелёных перчатках и с лентами в волосах», уводит её в странную пустыню к «пирамидам и сфинксам» и там убивает.
- «Where the Wild Roses Grow» по словам самого Ника Кейва, вдохновлена народной балладой «Ивовый сад» («The Willow Garden»). Это классическая «баллада об убийстве», где жених убивает свою возлюбленную «там, где растут дикие розы». Существует и другая версия этой песни, вышедшая на сборнике B-Sides & Rarities. В этой версии партии Миноуг исполняет гитарист Bad Seeds Бликса Баргельд. Исполняя эту песню на концертах, Бликса читал слова песни по бумажке, подчёркивая тем самым, что он — не «Элайза Дэй». В 2012 году появилась и третья версия «Where the Wild Roses Grow», записанная Кейвом и Миноуг для альбома последней The Abbey Road Sessions. Оркестровая версия гораздо тоскливее, чем романтический оригинал.
- «The Curse of Millhaven» — история о ряде странных и жестоких преступлений, потрясших маленький городок Миллхейвен, рассказанная устами 14-летней девочки Лоретты, у которой «зелёные глаза и жёлтые волосы». Благодаря выжившей миссис Колгейт выясняется, что все убийства совершила сама Лоретта. Город Миллхейвен взят автором из романа Питера Страуба «Голубая роза».
- «The Kindness of Strangers» — история юной девушки Мэри Беллоуз, которая уехала из родного Арканзаса и встретила обаятельного, но подозрительного молодого человека по имени Ричард Слэйд. Ричард убивает Мэри, но она сама виновата в этом — от отчаяния и одиночества она оставила дверь открытой и позволила ему войти.
- «Crow Jane» — название известной песни в стиле блюз, но версия Кейва является полностью оригинальной. В ней девушка подвергается групповому изнасилованию, после чего покупает пистолет и расстреливает обидчиков.
- «O’Malley’s Bar» — рассказ о человеке, который приходит в бар и убивает своих соседей, а также самого владельца бара, его жену и дочь. События показаны с точки зрения убийцы, который откровенно любуется собой и воображает себя демоном и сверхчеловеком. Когда бар окружает полиция, герой решает застрелиться, но в итоге выходит с поднятыми руками. События песни бывает непросто проследить, так как она длится больше 14 минут.
- «Death Is Not the End» — ироническая интерпретация песни Боба Дилана с вокалом Аниты Лейн, Кайли Миноуг, Пи Джей Харви, Шейна Макгована и самих участников Bad Seeds: Ника Кейва, Томаса Уайдлера и Бликсы Баргельда. Это единственная песня, в которой смерть фактически не происходит.

## Список композиций
| #   | Название                                        | Продолжительность | Автор(ы)                                         |
| --- | ----------------------------------------------- | ----------------- | ------------------------------------------------ |
| 1.  | Song of Joy                                     | 6:47              | Кейв                                             |
| 2.  | Stagger Lee                                     | 5:15              | Народная в обработке Nick Cave and the Bad Seeds |
| 3.  | Henry Lee (дуэт с Пи Джей Харви)                | 3:58              | Народная в обработке Кейва                       |
| 4.  | Lovely Creature                                 | 4:13              | Баргельд, Кейси, Кейв, Харви, Уайдлер            |
| 5.  | Where the Wild Roses Grow (дуэт с Кайли Миноуг) | 3:57              | Кейв                                             |
| 6.  | The Curse of Millhaven                          | 6:55              | Кейв                                             |
| 7.  | The Kindness of Strangers                       | 4:39              | Кейв                                             |
| 8.  | Crow Jane                                       | 4:14              | Кейси, Кейв                                      |
| 9.  | O’Malley’s Bar                                  | 14:28             | Кейв                                             |
| 10. | Death Is Not the End                            | 4:26              | Боб Дилан                                        |

## Участники записи
| - Ник Кейв — вокал, фортепиано, орган, орган Хаммонда, выстрелы - Бликса Баргельд — гитара, вокал, крики - Мартин Кейси — бас-гитара - Мик Харви — ударные, гитара, акустическая гитара, орган, бэк-вокал, бас-гитара, орган Хаммонда, перкуссия - Конвэй Савэдж — фортепиано, бэк-вокал, орган - Джим Склавунос — барабаны, перкуссия, колокола, бубен - Томас Уайдлер — маракасы, барабаны, бубен, вокал | Гости - Пи Джей Харви — вокал - Шейн Макгован — вокал - Кайли Миноуг — вокал - Терри Эдвардс — валторна (на «Lovely Creature») - Кэтрин Блейк — вокал (на «Lovely Creature») - Джен Андерсон — скрипка (на «Where the Wild Roses Grow») - Сью Симпсон — скрипка (на «Where the Wild Roses Grow») - Керран Калтер — виола (на «Where the Wild Roses Grow») - Хелен Мантфорт — виолончель (на «Where the Wild Roses Grow») - Хьюго Рэйс — гитара (на «The Curse of Millhaven») - Уоррен Эллис — скрипка, аккордеон (на «The Curse of Millhaven») - Мариэль Дель Канте — вокал (на «The Kindness of Strangers») - Анита Лейн — крики, вокал (на «The Kindness of Strangers») - Джеральдин Джонстон — вокал (на «Crow Jane») - Лиз Коркоран — вокал (на «Crow Jane») - Брайан Хупер — бас-гитара (на «Death Is Not the End») |